# Gyrstinge (plaats)
Gyrstinge is een plaats in de Deense regio Seeland, gemeente Ringsted. De plaats telt 364 inwoners (2008).